# Bayernwerk

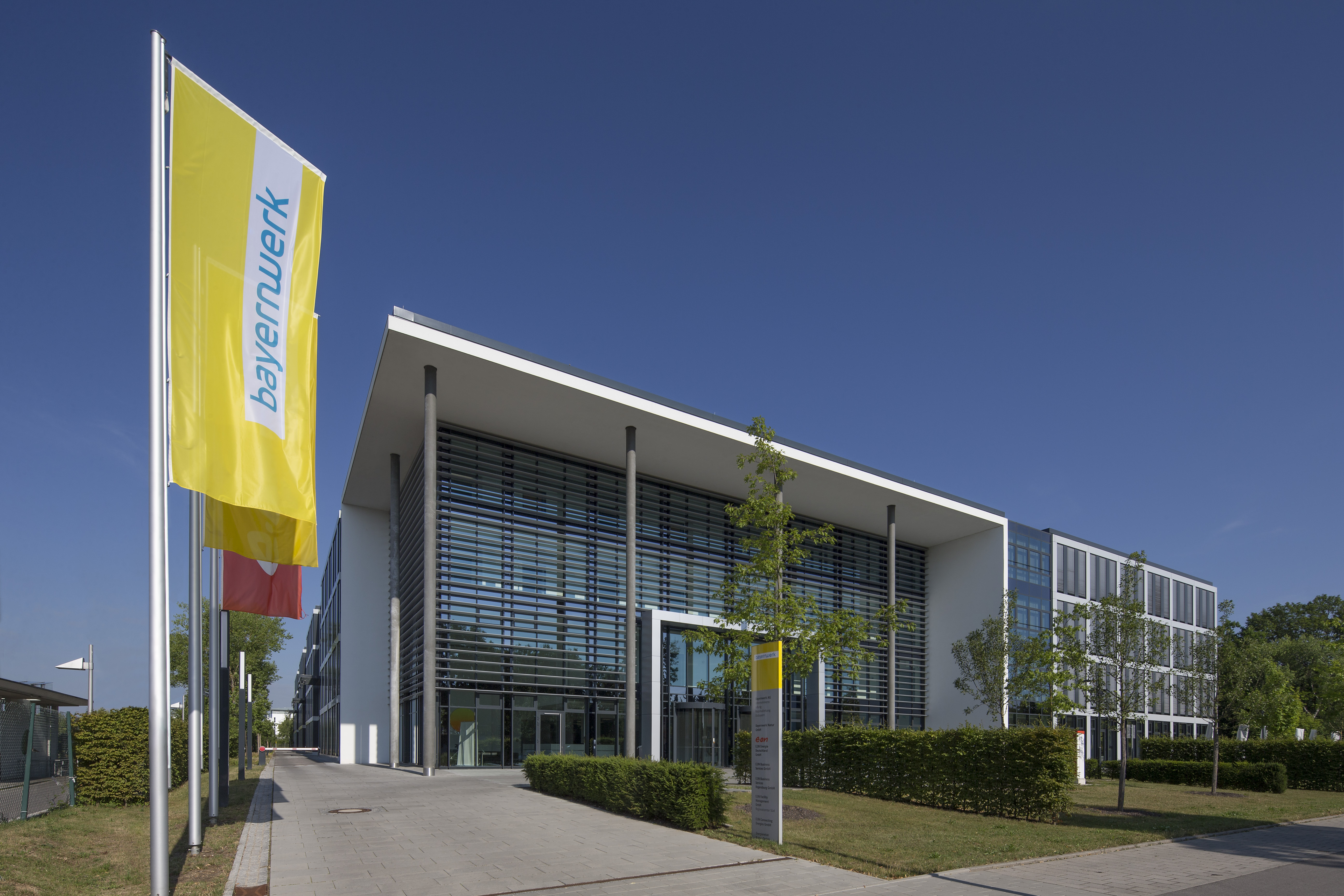
Unternehmensleitung der Bayernwerk AG in Regensburg

Die Bayernwerk AG (bis Juli 2013 E.ON Bayern AG) ist eine 100-prozentige Tochter des E.ON-Konzerns mit Sitz in Regensburg und betreibt Verteilnetze für Strom und Gas in Bayern.

## Geschichte
E.ON Bayern ging 2001 aus den fünf bayerischen Regionalversorgern Isar-Amperwerke, Energieversorgung Oberfranken, OBAG, Überlandwerk Unterfranken und Großkraftwerk Franken hervor.
Am 1. Juli 2013 wurde die E.ON Bayern in Bayernwerk umfirmiert. Grund hierfür war eine gesetzliche Vorgabe, dass Netzbetrieb und Energievertrieb klar voneinander getrennt sein müssen.
Der Name geht auf den gleichnamigen, 1921 gegründeten staatlichen Energieversorger des Freistaats Bayern zurück. Dessen Bestandteile wurden durch Privatisierungen und Fusionen über die Unternehmen Viag und Eon Bestandteile des „neuen“ Bayernwerks.

## Netzgebiet
Die Bayernwerk Netz GmbH ist Verteilnetzbetreiber in den bayerischen Regionen Oberfranken, Unterfranken, Oberpfalz, Niederbayern und Oberbayern. Das Netzgebiet umfasst damit rund 41.200 Quadratkilometer. Das Mittel- und Niederspannungsstromnetz hat eine Länge von rund 155.000 Kilometern, das Erdgasnetz ist rund 5900 Kilometer lang, das Fernwärme-Netz rund 394 Kilometer. Zudem betreibt das Bayernwerk ein Straßenbeleuchtungsnetz mit einer Länge von rund 34.600 Kilometern und ein Hochspannungsnetz. In sein Netz hat das Bayernwerk rund 260.000 regenerative Erzeugungsanlagen angeschlossen und verteilt so zu mehr als 60 Prozent regenerative Energie. Mit vier Regionalleitungen (Würzburg, Bayreuth, Regensburg, München) und 19 Kundencentern gibt es Standorte in allen Teilen des Netzgebietes.
- Regionalleitungen: Regensburg (Niederbayern und Oberpfalz), München (Oberbayern), Würzburg (Unterfranken), Bayreuth (Oberfranken)
- Netzcenter: Ampfing, Altdorf (Niederbayern), Bamberg, Eggenfelden, Freilassing, Kolbermoor, Kulmbach, Marktheidenfeld, Naila, Parsberg, Penzberg, Pfaffenhofen an der Ilm, Regen, Schwandorf, Fuchsstadt, Taufkirchen, Unterschleißheim, Vilshofen an der Donau, Weiden in der Oberpfalz

## Mitarbeiter
Etwa 3.000 Mitarbeiter sind bei der Bayernwerk-Gruppe beschäftigt, davon ca. 500 als mobile Einsatzkräfte für die Versorgung.

## Beteiligungen und Tochterunternehmen

### Bayernwerk Natur GmbH
Aus rechtlichen Gründen wurde die E.ON Bayern Wärme GmbH, eine 100%ige Tochter, zum 1. Juli 2013 in Bayernwerk Natur GmbH umfirmiert. Sie hat seit 1. Juli 2014 ihren Sitz in Unterschleißheim. Sie ist auf das Errichten und Betreiben von Anlagen zur Wärmeerzeugung und -verteilung spezialisiert. Sie betreibt mit rund 100 Mitarbeitern über 200 dezentrale Kraftwerksanlagen wie Fernwärmeversorgungen, Biomasseheizwerke, Biogas- und Bio-Erdgasanlagen, Blockheizkraftwerke, Wärmepumpenanlagen, Pelletheizungen, sowie Gas- und Dampfturbinen-Heizkraftwerke, Windkraftanlagen und Kleinwasserkraftwerke in Bayern. Schwerpunkt der Aktivitäten ist die Planung, der Bau und der Betrieb von Kraft-Wärme-Kopplungs-(KWK-)Anlagen.

### Bayernwerk Netz GmbH
Die Bayernwerk Netz GmbH ist seit dem 8. Juni 2000 im Handelsregister beim Amtsgericht Regensburg unter der Nummer HRB 9476 registriert. Firmensitz ist Regensburg. Die Bayernwerk Netz GmbH ist nach eigenen Angaben der größte regionale Netzbetreiber in Bayern.

### EnergieNetze Bayern GmbH
Das Netzgebiet der EnergieNetze Bayern GmbH erstreckt sich über Teile von Unterfranken. (Eintragung im Handelsregister, Registergericht: Regensburg | Registernummer: HRB 13636)

### Energielösung GmbH
Die Energielösung GmbH vermarktet die Produkte der Bayernwerk-Gruppe und ihrer Partner, sie hat ihren Sitz in Regensburg.

### EBY Gewerbeobjekt GmbH
EBY Gewerbeobjekt GmbH ist im Handelsregister beim Amtsgericht Regensburg seit dem 22. September 2010 unter der Nummer HRB 12199 registriert. Sitz der GmbH ist Regensburg.

### Stromnetz Weiden i. d. Opf. Verwaltungs GmbH
Stromnetz Weiden i. d. Opf. Verwaltungs GmbH ist seit dem 29. Juli 2015 im Handelsregister beim Amtsgericht Weiden i.d. Opf. unter der Nummer HRB 4576 registriert. Die Haupttätigkeit liegt im Bereich Sonstige Verwaltung und Führung von Unternehmen und Betrieben. Firmensitz ist Weiden.

### Stromnetz Würmtal Verwaltungs GmbH
Stromnetz Würmtal Verwaltungs GmbH ist seit dem 20. April 2016 im Handelsregister beim Amtsgericht München unter der Nummer HRB 225199 als GmbH registriert. Firmensitz ist München.

### Weitere wesentliche Beteiligungen
(Ohne Anspruch auf Vollständigkeit)
- 100 % SüdWasser GmbH, Erlangen[10]
- 100 % Bayernwerk Energietechnik GmbH, Regensburg
- 16,9 % Ferngas Nordbayern GmbH[11]
- 10 % Frankengas GmbH[12]
- 35,48 % REWAG Regensburger Energie- und Wasserversorgung AG & Co KG[13]
- 69,5 % Energieversorgung Alzenau[14]
- 49 % Gemeindewerke Gräfelfing[15]
- 90 % Strom Germering GmbH
- 24,9 % Stadtwerke Bayreuth Energie und Wasser GmbH[16]
- 50 % Gasversorgung Unterfranken GmbH[17]
- 19,9 % Stadtwerke Straubing Strom und Gas GmbH[18]
- 25 % Stadtwerke Ebermannstadt Versorgungsbetriebe GmbH[19]
- 25 % Europäische Funk-Rundsteuerung GmbH[20]
- 50 % Gasversorgung Ebermannstadt GmbH[21]
- 49 % Stadtwerke Vilshofen